# والتر آرامیان
والتر گئورگی آرامیان (ارمنی: Վալտեր Գևորգի Արամյան؛ انگلیسی: Valter Aramyan زادهٔ ۱۵ ژوئیهٔ ۱۹۰۹ - درگذشته ۱۸ دسامبر ۱۹۹۴)، رمان‌نویس، مترجم اهل ارمنستان بود.

## زندگی‌نامه
وی در ۱۵ ژوئیهٔ ۱۹۰۹ در واغارشاپات به دنیا آمد و در سال ۱۹۳۲ از دانشکده زبان و ادبیات ارمنی دانشگاه دولتی ایروان فارغ‌التحصیل شد. وی برادر رافائل آرامیان بود. وی عضو اتحادیه نویسندگان اتحاد شوروی بود.  وی در ۱۸ دسامبر ۱۹۹۴ در سن ۸۵ سالگی در ایروان درگذشت.